# لیتل ملتون
لیتل ملتون (به انگلیسی: Little Melton) یک روستا و محله مدنی در بریتانیا است که در South Norfolk واقع شده‌است. لیتل ملتون ۲٫۷۵ کیلومتر مربع مساحت و ۸۹۷ نفر جمعیت دارد.